# Скотсвил (Вирџинија)
Скотсвил (енгл. Scottsville) град је у америчкој савезној држави Вирџинија. По попису становништва из 2010. у њему је живело 566 становника.

## Демографија
Према попису становништва из 2010. у граду је живело 566 становника, што је 11 (2,0%) становника више него 2000. године.
| Група             | 2000.       | 2010.       |
| Белци             | 517 (93,2%) | 509 (89,9%) |
| Афроамериканци    | 26 (4,7%)   | 32 (5,7%)   |
| Азијати           | 2 (0,4%)    | 6 (1,1%)    |
| Хиспаноамериканци | 2 (0,4%)    | 10 (1,8%)   |
| Укупно            | 555         | 566         |